# Bahnhof Bedburg (Erft)
Der Bahnhof Bedburg (Erft) liegt an der Bahnstrecke Düren–Neuss, die heute südlich von Bedburg stillgelegt ist, sowie an der Bahnstrecke Bedburg–Mödrath. Ehemals begann in Bedburg außerdem die Bahnstrecke Bedburg–Ameln. Der Bahnhof liegt nahe der Innenstadt von Bedburg und besitzt einen Busbahnhof für Busse in Richtung Bergheim.

## Geschichte
Der Bahnhof Bedburg wurde 1869 von der Rheinischen Eisenbahn-Gesellschaft am Streckenkilometer 21,2 der Bahnstrecke Düren–Neuss in Betrieb genommen. 1880 wurde die Rheinische Eisenbahn-Gesellschaft verstaatlicht, der Bahnhof gehörte nun zur Preußischen Staatseisenbahn.
Vom Bahnhof Bedburg gab es einen Gleisanschluss zur 1883 eröffneten Zuckerfabrik, östlich des Bahnhofes, die vor allem im Herbst für viel Betrieb im Bahnhof sorgte.
Am 8. Mai 1897 eröffnete die Bergheimer Kreisbahn eine meterspurige Strecke von Zieverich, das an ihrer Strecke Mödrath–Elsdorf lag, bis nach Bedburg. Sie errichtete südlich des Staatsbahnhofes ein eigenes Bahnhofsgebäude. Schon beim Bau wurde eine spätere Erweiterung auf ein Normalspurgleis berücksichtigt. Am 22. Oktober 1898 eröffnete die Bergheimer Kreisbahn eine weitere Strecke von Bedburg bis Kirchherten, die ein Jahr später bis Ameln verlängert wurde. Diese Strecke wurde im Volksmund auch Amelner Johännchen genannt. Der Staatsbahnhof bekam nun den Zusatz Bedburg (Staatsbahnhof).
Da der Güterverkehr auf den Strecken der Bergheimer Kreisbahn überwog, und viele Güter auf die Staatsbahn übergingen, wurde 1903 bis 1904 zwischen Horrem und Bedburg die dritte Schiene verlegt, so dass ein Umladen überflüssig wurde, die Personenzüge verkehrten aber nach wie vor auf Meterspur. 1912 wurde die dritte Schiene auch nach Ameln verlegt.
Am 1. Januar 1913 wurde die Bergkemer Kreisbahn ebenfalls verstaatlicht. Die Staatsbahn stellte der Schmalspurverkehr ein und entfernte die Meterspurschiene. Beide Bahnhöfe wurden zusammengelegt und in Bedburg (Kr. Bergheim) umbenannt, die bisherigen Bahnhofsgebäude wurden abgerissen. 1928 wurde das neue Empfangsgebäude eröffnet. Vorher war der Bahnhof schon in Bedburg (Erft) umbenannt worden. 
Auf der Strecke nach Ameln war der Verkehr nicht den Erwartungen entsprechend, so dass 1953 der Personenverkehr und 1966 auch der Güterverkehr eingestellt wurde.
Zwischen Elsdorf und Düren war die Strecke Neuss–Düren einer Erweiterung des Tagebaus Hambach im Weg, weshalb eine Stilllegung des Abschnittes Bedburg–Düren beschlossen wurde. Am 27. Mai 1995 wurde der Personenverkehr zwischen Bedburg und Düren eingestellt, am 31. Dezember des gleichen Jahres auch der Güterverkehr. Die offizielle Stilllegung erfolgte zum 2. Juni 1996, 1997 wurde die Strecke abgebaut.
Die durchgehenden Nahverkehrszüge führten von Neuss nun nicht mehr nach Düren, sondern nach Horrem.
Der Güterverkehr hatte schon vorher abgenommen. Die Zuckerfabrik wurde 1997 stillgelegt, die Anlieferung auf Schiene war vorher schon aufgegeben worden. So waren die Gütergleise in Bedburg überflüssig, sie wurden entfernt.
In den Jahren 2012 und 2013 wurde der Bahnhof neu gestaltet und der Zugang zu den Zügen ist nun barrierefrei.

## Anlagen
Der Bahnhof verfügt seit 2013 über zwei durchgehende Gleise, an denen jeweils ein Seitenbahnsteigmit 55 cm Höhe liegt, und dazwischen ein Stumpfgleis das im Norden angebunden ist. Auf Gleis 1 halten die Züge aus Richtung Neuss, auf Gleis 2 die Züge aus Richtung Köln. Vorher gab es neben dem Hausbahnsteig zwei teilweise überdachte Mittelbahnsteige, die über einen Tunnel erreicht werden konnten. Der westliche Bahnsteig war aber schon nach der Einstellung der Strecke nach Ameln stillgelegt worden.
Das Empfangsgebäude von 1928 ist mehrfach erweitert worden. Inzwischen ist es verkauft und wird privat, unter anderem als Gaststätte, genutzt.
Beim Umbau in den 1920er Jahren waren zwei mechanische Stellwerke der Bauart Jüdel errichtet worden. Das an der südlichen Streckenverzweigung gelegene Stellwerk Bsf wurde 2003 außer Betrieb genommen und anschließend abgerissen. Das im nördlichen Bahnhofsbereich stehende Stellwerk Bnf wurde 2007 außer stillgelegt, ist aber noch vorhanden und steht zwischen den beiden Durchgangsgleisen. Seit 2007 wird der Bahnhof vom elektronischen Stellwerk in Glesch ferngesteuert.

## Verkehr

### Schienenverkehr
Ab 2017 wurden die bis dahin durchgehenden Züge in Bedburg gebrochen. In Richtung Neuss fährt die RB 38 stündlich, in Richtung Süden die RB 39 halbstündlich, Ein Anschluss in Bedburg in beide Richtungen ist aber fahrplanmäßig vorgesehen.
Der Ausbau der Erftstrecke für S-Bahn-Betrieb ist geplant. Inzwischen wurde die Vorplanung zum Ausbau der Erftbahn für einen 20-Minuten-Takt nach Bedburg abgeschlossen.
| Linie | Zuglauf | Taktfrequenz                                  |
| ----- | --- | --------------------------------------------- |
| RB 38 | Erft-Bahn: Bedburg (Erft) – Glesch – Paffendorf – Zieverich – Bergheim (Erft) – Quadrath-Ichendorf – Horrem – Köln-Ehrenfeld – Köln Hbf – Köln Messe/Deutz Stand: Fahrplanwechsel Dezember 2023                                                                      | 60 min 30 min (Bedburg–Horrem wochentags)     |
| RB 39 | Düssel-Erft-Bahn: (Düsseldorf Hbf – Düsseldorf-Bilk –)* Neuss Hbf – Holzheim (b. Neuss) – Kapellen-Wevelinghoven – Grevenbroich – Gustorf – Frimmersdorf – Bedburg (Erft) * nur wochentags sowie am Wochenende in Tagesrandlage Stand: Fahrplanwechsel Dezember 2021 | 60 min 30 min (Neuss–Grevenbroich wochentags) |

### Busverkehr
| Linie | Verlauf |
| ----- | --- |
| 905   | Stadtbus Bedburg: Bedburg Bf – Bedburg-West – Kirchtroisdorf – Grottenherten – Kirchherten – Pütz – Königshoven – Kaster – Lipp – Bedburg Rathaus – Bedburg Bf – Blerichen – Kirdorf                                              |
| 924   | (Bergheim Bf – Oberaußem –) Niederaußem – Auenheim – Rath – Broich – Bedburg Rathaus – Bedburg Bf (– Bedburg Schulzentrum) |
| 927   | Bedburg Bf – Industriegebiet Mühlenerft |
| 975   | (Grevenbroich – Laach – Gustorf – Königshoven –) Kaster – Bedburg Bf – Blerichen – Kirdorf – Glesch – Paffendorf – Zieverich – Bergheim Bf – Kenten – Quadrath-Ichendorf – Horrem Bf                                              |
| 988   | (Stammeln – Heppendorf – Widdendorf – Grouven – Berrendorf-Wüllenrath – Giesendorf –) Elsdorf – Angelsdorf – Esch – Tollhausen – Oberembt – Frankeshoven – Niederembt – Bedburg Schulzentrum / (Kirdorf – Blerichen – Bedburg Bf) |